# Москаченков, Яков Захарович
Яков Захарович Москаченков (7 августа 1916 — 1992) — советский марафонец, чемпион и призёр чемпионатов СССР, рекордсмен СССР и мира, участник летних Олимпийских игр 1952 года в Хельсинки, Заслуженный мастер спорта СССР (1952).

## Биография
Выступал за клуб «Динамо» (Москва). В 1951 году установил мировой рекорд в беге на 30 000 метров — 1:38.54,0. На Олимпийских играх 1952 года в Хельсинки занял 20-е место с результатом 2:34.44.

## Спортивные результаты
- Чемпионат СССР по лёгкой атлетике 1950 года —  (2:31.26,0);
- Чемпионат СССР по лёгкой атлетике 1951 года —  (2:42.05,2);
- 1951 год, Бег на 20 000 метров — 1:03.45,0;
- 1951 год, Бег на 25 000 метров — 1:20.23,4;
- 1951 год, Часовой бег — 18 868 м;
- 1951 год, Бег на 30 000 метров — 1:38.54,0;